# توحيدة بن الشيخ
توحيدة بن الشيخ (2 يناير 1909) توفيت بتونس العاصمة يوم 6 ديسمبر 2010، أول طبيبة تونسية، وفي المغرب العربي.

## أصولها
ولدت في عائلة ميسورة إذ كان والدها مالكا عقاريا أصيل بلدة رأس الجبل التابعة حاليا إلى ولاية بنزرت. أما أمها فكانت من عائلة بن عمار، إحدى العائلات الثرية بالعاصمة. وقد توفي والدها وتركها صغيرة فعاشت إلى جانب أخويها تحت رعاية أمهم التي حرصت على تعليمهم.

## على مقاعد الدراسة
دخلت توحيدة مدرسة نهج الباشا، وحصلت على الشهادة الابتدائية سنة 1922. فواصلت دراستها الثانوية بمعهد أرمان فاليار (Lycée Armand Fallières) حتى أحرزت بامتياز على شهادة الباكالوريا سنة 1928، وكانت بذلك أول تلميذة تونسية مسلمة تحصل على مثل هذه الشهادة. ثم اتجهت إلى فرنسا رفقة ليديا بورني، زوجة الدكتور بورني (Dr. Burnet) الطبيب والباحث الفرنسي بمعهد باستور بتونس.
وقد سجلت آنذاك لتحرز على دبلوم الفيزياء والكيمياء والبيولوجيا (P.C.B). وهو ما سمح لها باللحاق بكلية الطب بباريس، وبعد ثلاث سنوات من السكن بالحي الدولي للطالبات انتقلت لتسكن مع عائلة بورني ممّا سمح لها بالتعرف على الأوساط الثقافية والعلمية الفرنسية. وقد تخرجت سنة 1936 كطبيبة، وناقشت في السنة الموالية رسالتها للدكتوراه. فكانت أول طبيبة تونسية وأول طبيبة أطفال. أما الطبيبة الثانية فهي حسيبة غيلب التي درست خلال الخمسينات.

## الطبيبة
بعد عودتها إلى تونس فتحت توحيدة بن الشيخ عيادتها بمدينة تونس (42 شارع باب منارة). وفي الفترة بين 1955 و1964 عينت على رأس قسم الولادة بمستشفى شارل نيكول بمدينة تونس، ثم انتقلت بنفس الخطة إلى مستشفى عزيزة عثمانة حتى أحيلت على التقاعد سنة 1977. وقد ساهمت في الأثناء في تركيز سياسة التنظيم العائلي. وكلفت سنة 1970 بإدارة ديوان الأسرة والعمران البشري غير أن المقام لم يطل بها هناك.
انخرطت الدكتورة توحيدة بالشيخ بعد الاستقلال في مشروع بناء الدولة التونسية وتولت عديد المناصب منها إدارة قسم التوليد وطب الرضيع في مستشفى شارل نيكول بالعاصمة من سنة 1955 إلى سنة 1964 كما أنشأت في نفس المستشفى قسما خاصا بالتنظيم العائلي سنة 1963. بعدها تولت منصب رئيسة قسم التوليد وطب الرضيع بمستشفى عزيزة عثمانة بتونس. وقد تم تعيينها سنة 1970 في منصب مديرة الديوان الوطني للتنظيم العائلي.
ساهمت في الحياة الفكرية من خلال كتاباتها وإشرافها على أول مجلة تونسية نسائية ناطقة بالفرنسية صدرت من 1936 إلى 1941 تحت عنوان «ليلى».

## نشاطها الجمعياتي

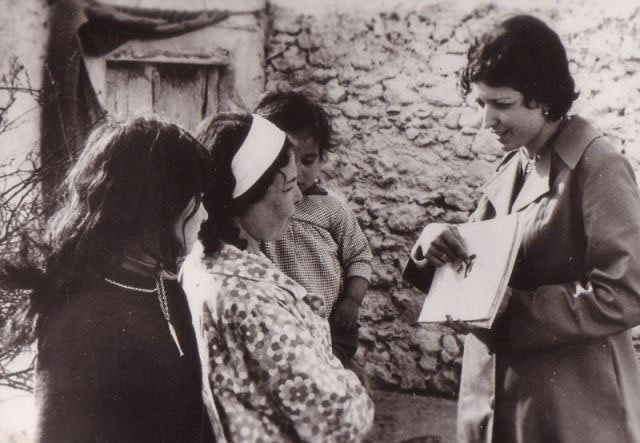
توحيدة بن الشيخ بصدد النشاط

لقد نشطت توحيدة بن الشيخ في عدد من الجمعيات سواء بفرنسا أو بعد عودتها إلى تونس. ومن تلك الجمعيات جمعية طلبة شمال أفريقيا المسلمين بفرنسا، كما دعيت لتلقي كلمة في مؤتمر اتحاد النساء الفرنسيات الملتئم في شهر ماي\أيار 1931. وقد تعرضت آنذاك إلى أوضاع المرأة المسلمة في المستعمرات الفرنسية. أما في تونس فقد نشطت في الاتحاد النسائي الإسلامي التونسي. كما أسست غداة الحرب العالمية الثانية جمعية الإسعاف الاجتماعي وتولت رئاستها. وكانت هذه الجمعية وراء مشروع إقامة دار الأيتام (1950) ودار المرأة. وفي سنة 1950 أسست جمعية القماطة التونسية للعناية بالرضع من أبناء العائلات المعوزة. كما ساهمت في تأسيس لجنة الإسعاف الوطني. وفي سنة 1958 أصبحت عضوا في عمادة الأطباء التونسيين.
احتفت النخبة التونسية بالسيدة توحيدة بالشيخ تقديرا لإسهاماتها الطبية والفكرية وتم تناول مسيرتها في شريط وثائقي بعنوان «نضال حكيمة» كما أصدر البريد التونسي طوابع بريدية تحمل اسمها وصورتها وأسس عدد من الأطباء جمعية طبية تحمل اسمها«جمعية توحيدة بالشيخ للسند الطبي» اعترافا بمكانتها وإسهاماتها التي تواصلت إلى تاريخ وفاتها سنة 2010.
كما ساهمت توحيدة بن الشيخ في الصحافة إذ كتبت وهي طالبة في النشرة السنوية لجمعية طلبة شمال إفريقيا المسلمين كما ساهمت سنة 1936 بالكتابة في مجلة ليلى الأسبوعية الناطقة بالفرنسية والتي تعتبر أول مجلة نسائية تونسية.

## تكريمها

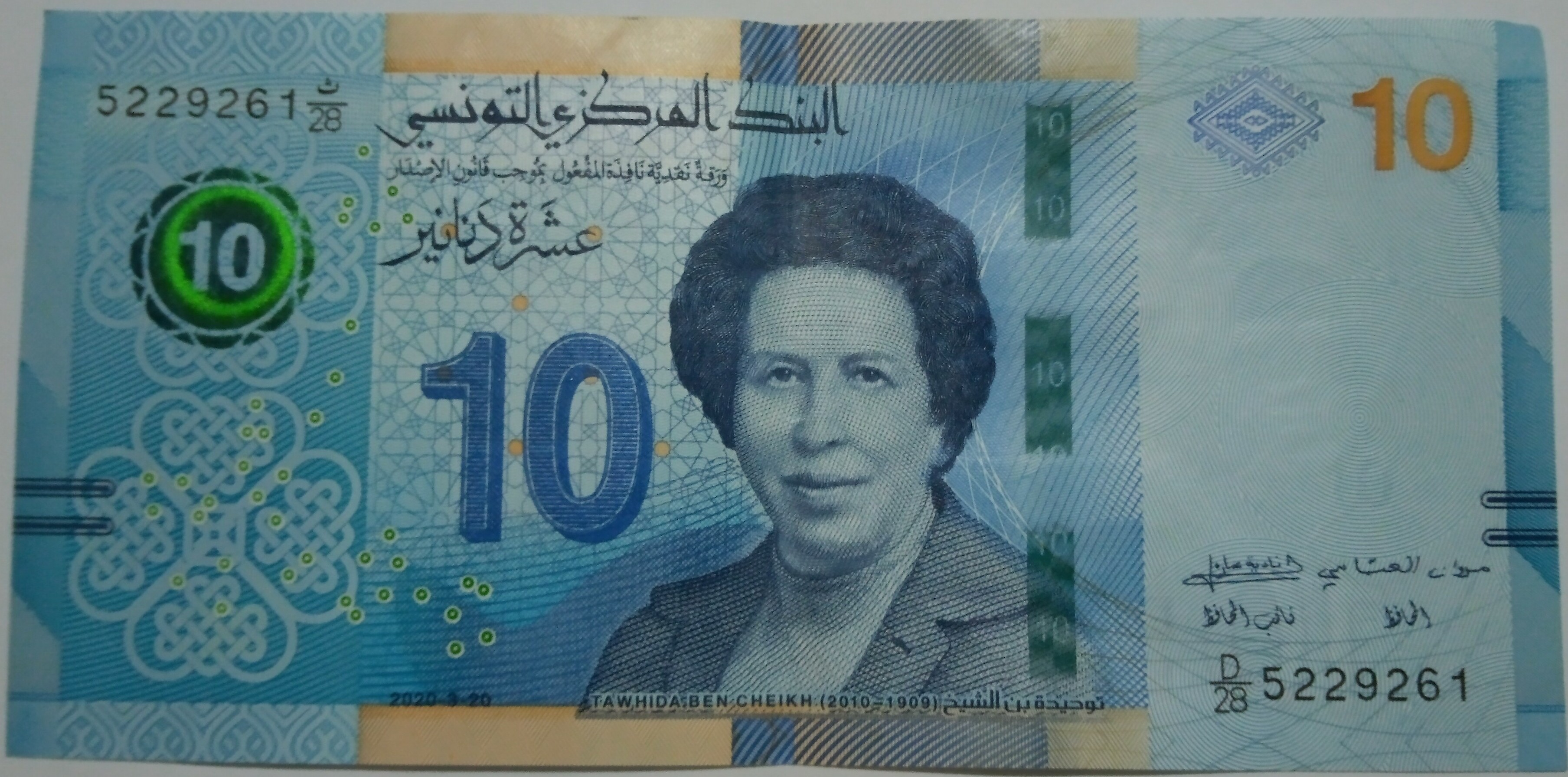
صورة توحيدة على ورقة نقدية من فئة 10 دنانير تونسية.

طرح البنك المركزي التونسي للتداول، ابتداء من يوم الجمعة 27 مارس 2020 ورقة نقدية جديدة من فئة 10 دنانير واختيرت الدكتورة توحيدة بن الشيخ كشخصية رئيسية لهذه الورقة النقدية الجديدة. 

## إشارات مرجعية
1. ↑   https://lapresse.tn/13536/tawhida-ben-cheikh-premiere-bacheliere-tunisienne-musulmane-et-premiere-medecin-moderne-musulmane-en-tunisie-et-dans-le-monde-arabe-1909-2010-symbole-de-la-femme-et-de-la-profession-m/. {{استشهاد ويب}}: |url= بحاجة لعنوان (مساعدة) والوسيط |title= غير موجود أو فارغ (من ويكي بيانات) (مساعدة)
2. ↑  Emmanuel K. Akyeampong; Henry Louis Gates, Jr., eds. (2012), Dictionary of African Biography (بالإنجليزية), New York City: Oxford University Press, OL:24839793M, QID:Q46002746
3. ↑  موقع مجلة الأحوال الشخصية نسخة محفوظة 11 يناير 2020 على موقع واي باك مشين.
4. ↑  توحيدة بن الشيخ: أول طبيبة تونسية وعربية, جريدة الجمهوريّة, الثلاثاء 20 أوت 2013 نسخة محفوظة 16 يناير 2014 على موقع واي باك مشين.
5. ↑  "من هي توحيدة بن الشيخ.. شخصية الورقة النقدية الجديدة؟". MosaiqueFM (بfr-FR). Archived from the original on 2020-03-27. Retrieved 2020-03-27.{{استشهاد ويب}}:  صيانة الاستشهاد: لغة غير مدعومة (link)
6. ↑  "La Banque Centrale de Tunisie". www.bct.gov.tn (بالفرنسية). Archived from the original on 2020-03-27. Retrieved 2020-03-27.
7. ↑  "تكريم أول طبيبة تونسية بطبع صورها على العملة النقدية". مؤرشف من الأصل في 2020-04-24. اطلع عليه بتاريخ 2020-04-24.